# Dị ứng côn trùng đốt
Dị ứng côn trùng đốt là thuật ngữ thường chỉ sự phản ứng dị ứng của một con vật để đáp ứng với vết cắn hoặc vết đốt của côn trùng. Thông thường, côn trùng gây phản ứng dị ứng là côn trùng đốt (như tò vò, ong, ong bắp cày và kiến) hay côn trùng cắn/chích (muỗi, ve). Côn trùng đốt tiêm nọc độc vào nạn nhân, trong khi côn trùng cắn thường đưa chất chống đông vào.
Phần lớn các động vật dị ứng côn trùng chỉ có phản ứng dị ứng đơn giản – phản ứng cục bộ với điểm bị đốt đó làm xuất hiện một vết sưng tấy phát sinh từ việc giải phóng histamin và các hóa chất khác từ các mô cơ thể gần chỗ đốt. Sưng, nếu bị dị ứng, có thể làm giảm triệu chứng bằng cách thoa thuốc mỡ kháng histamin cũng như chườm một túi nước đá. Đây là phản ứng điển hình cho tất cả các vết cắn của côn trùng và nhiều người có phản ứng thông thường này.
Dị ứng muỗi có thể dẫn đến một tập hợp các triệu chứng được gọi là hội chứng skeeter xảy ra sau khi bị chích. Hội chứng này có thể bị nhầm lẫn với nhiễm trùng như viêm mô tế bào.
Ở những bệnh nhân quá mẫn, phản ứng tiến triển nhanh hơn dẫn đến một phản ứng toàn thân, tiến triển từ xung quanh chỗ bị đốt đến toàn bộ cơ thể. Rất nghiêm trọng, và có thể dẫn đến sốc phản vệ, có khả năng đe dọa tính mạng.

## Dịch tễ học
Phần lớn các cá nhân bị một cú đốt từ côn trùng thường chỉ phản ứng cục bộ.Ước tính rằng có khoảng 5-10% các cá nhân sẽ trải nghiệm một phản ứng toàn thân có hệ thống liên quan đến các triệu chứng khác nhau, từ phát ban đến thở khò khè và thậm chí sốc phản vệ. Tại Hoa Kỳ, khoảng 40 người tử vong mỗi năm từ sốc phản vệ do dị ứng côn trùng đốt. Các phản ứng đe dọa tính mạng xảy ra ở khoảng 3% người lớn và 0,4–0,8% trẻ em.

## Dự phòng
Một phân tích tổng hợp năm 2012 cho thấy liệu pháp miễn dịch nọc độc là một điều trị dự phòng hiệu quả chống lại phản ứng dị ứng từ côn trùng đốt và cắn/chích, và cải thiện đáng kể chất lượng cuộc sống của những người bị ảnh hưởng nghiêm trọng bởi dị ứng côn trùng.